# Ливьятан, Нисан
Нисан Ливьятан (англ. Nissan Liviatan; ивр. ניסן לויתן‎; 1925, Каунас, Литва — 12 мая 2016, Мевасерет-Цион, Израиль) — израильский экономист, эмерит профессор экономики Еврейского университета в Иерусалиме, лауреат Премии Израиля по экономике (2007).

## Биография
Ливьятан родился в 1925 году в Каунасе, Литва. Семья эмигрировала в Тель-Авив, Палестину в 1936 году. Окончил среднюю школу Ахад-ха-Ама в Тель-Авиве, а в 1943 году гимназию Геуала и вступил в ряды Пальмах, а в 1945 году в Пальям, затем участвовал в войне за независимость Израиля. Военную службу оставил в 1949 году.
В 1952 году получил степень бакалавра искусств по экономике и статистики, а в 1954 году степень магистра искусства по экономике в Еврейском университете в Иерусалиме. Покинув Израиль, проходил стажировку в Оксфордском университете в 1954—1957 годах. Преподавательскую деятельность начал в качестве ассистента профессора по экономике в Оксфордском университете в 1957—1962 годах.
В 1962 году был удостоен степени доктора философии по экономике в Еврейском университете в Иерусалиме.
Вернувшись в Израиль, стал старшим преподавателем в 1963—1966 годах, ассоциированным профессором в 1966—1971 годах, полным профессором в 1971—1994 годах, председателем экономического факультета в 1971—1972 годах Еврейского университета в Иерусалиме. В 1994 году вышел в отставку, став эмерит профессором Еврейского университета в Иерусалиме.
Нисан Ливьятан был приглашённым профессором Уортонской школы бизнеса в 1962—1963 годах, Калифорнийского университета в Беркли в 1969—1970 годах, Чикагского университета в 1986—1987 годах и РЭШ в 1998—2006 годах.
Был научным сотрудником Фонда Форда Массачусетского технологического института в 1968—1969 годах, советником в 1979—1985 годах и в 1988—1990 годах и консультантом в 1994—2006 годах Банка Израиля, консультантом Всемирного банка в 1987 году, президентом Израильской экономической ассоциации в 2002 году
.
Нисан Ливьятан умер 12 мая 2016 года.
Семья
Нисан Ливьятан был женат, у него родилось двое дочерей.

## Вклад в науку
Нисан Ливьятан в 1985 году присоединился к команде, которая подготовила план по стабилизации экономики, под руководством профессора Михаэля Бруно и доктора Эмануэля Шарона. Программа позволила в короткие сроки снизить годовой уровень инфляции с 400 % до 20 %.

## Награды
За свои научные достижения был неоднократно отмечен:
- 1990 — Ротшильдовская премия по социологии;
- 2007 — премия Израиля по экономике.